# Arušna
Arūšna (hethitisch: URUa-ru-u-uš-na) war eine hethitische Stadt in Kizzuwatna (Kilikien).
Die Stadt Arušna wird meist zusammen mit der Stadt Adaniya (Adana) genannt, weshalb sie in deren Nähe gelegen haben muss. Nach Forlanini lag es nordwestlich von Adana an der Straße zur Kilikischen Pforte, doch sind die Angaben der hethitischen Texte viel zu wage.
Einige Male wird in hethitischen Texten die „Gottheit von Arušna“ (ideographisch: DINGIRLUM URUArušna), seltener auch „Große Gottheit von Arušna“ (DINGIRLUM GAL URUArušna), genannt, deren Kultbild ein Adler aus Silber war. Sie erscheint zudem einmal in einer Schwurgötterliste von Ḫattušili III. und das „Gebet des Königs Muwattalli II.“ nennt ein Ritual für die Gottheit von Arušna.